# Glypthaga nearnsi
Glypthaga nearnsi là một loài bọ cánh cứng trong họ Cerambycidae.